# Vår ekonomi: en introduktion till samhällsekonomin
Vår ekonomi: en introduktion till samhällsekonomin är en svensk lärobok i nationalekonomi av Klas Eklund. Boken förklarar nationalekonomi på ett sätt som kan sägas ligga mellan gymnasiets och högskolans nivå. Den har därför ofta använts i kursverksamhet och på högskolor där man läser en introduktionskurs i samhällsekonomi. Boken har också ett relativt stort inslag av personporträtt av ekonomerna bakom teorierna.
Boken publicerades första gången år 1987, och har därefter utkommit ut i flera upplagor. 1:a till 5:e upplagorna utgavs på Tidens förlag, 6:e upplagan (1996) till 10:e upplagans andra tryckning utgavs av Rabén Prisma/Prisma bokförlag, 10:e upplagans andra tryckning (2005) till 12:e upplagan utgavs på Norstedts akademiska förlag/Norstedt, och den 13:e upplagan (2013) utgavs av Studentlitteratur.
Ursprungligen reflekterade boken Klas Eklunds ställning som medlem av socialdemokraternas högerflygel, den så kallade kanslihushögern. Boken försökte därför argumentera för en balanserad välfärdspolitik med ökade marknadsinslag och särskilt påpekades vikten av en återhållsam löneutveckling. I senare utgåvor har boken kommit att bli mer av en konventionell lärobok i nationalekonomi. Enligt uppgift från förlaget har den sålts i en bra bit över en halv miljon exemplar, vilket skulle göra den till en av Sveriges mest sålda läroböcker genom tiderna.
Boken har också översatts till kinesiska och ryska.

## Upplagor
- 1:a upplagan, 1987.[4]
- 2:a upplagan, 1989.[5]
- 3:e upplagan, 1992.[6]
- 4:e upplagan, 1993.[7]
- 5:e upplagan, 1995.[8]
- 6:e upplagan, 1996.[9]
- 7:e upplagan, 1997.[10]
- 8:e upplagan, 1999.[11]
- 9:e upplagan, 2001.[12]
- 10:e upplagan, 2004. 2:a tryckningen 2005.[13]
- 11:e upplagan, 2007.[14]
- 12:e upplagan, 2010.[15]
- 13:e upplagan, 2013.[16]
- 14:e upplagan, 2017.[17]
- 15:e upplagan, 2020.[18]
- 16:e upplagan, 2024.[19]

### Översättningar
- Ruidian jingji: xiandai hunhe jingji de lilun yu shijian (första kinesiska översättningen), 1989.[20]
- Xiandai shichang jingji lilun yu shijian (andra kinesiska översättningen), 1995.[21]
- Ėffektivnaja ėkonomika : švedskaja model': ėkonomika dlja načinajuščich i ne tol'ko dlja nich (första ryska översättningen), 1991.[22]
- Naša ėkonomika : vvedenie v makroėkonomiku (andra ryska översättningen), 2004.[23]